# Liencourt
Liencourt település Franciaországban, Pas-de-Calais megyében. Lakosainak száma 301 fő (2022. január 1.). Liencourt Denier, Beaufort-Blavincourt, Berlencourt-le-Cauroy és Grand-Rullecourt községekkel határos.

## Népesség
A település népességének változása:
| Lakosok száma | 280  | 280  | 285  | 291  | 293  | 295  | 297  | 297  | 301  |
|               | 2013 | 2015 | 2016 | 2017 | 2018 | 2019 | 2020 | 2021 | 2022 |